# Flagler (Colorado)
Flagler é uma cidade  localizada no estado americano de Colorado, no Condado de Kit Carson.

## Demografia
Segundo o censo americano de 2000, a sua população era de 612 habitantes.
Em 2006, foi estimada uma população de 586, um decréscimo de 26 (-4.2%).

## Geografia
De acordo com o United States Census Bureau tem uma área de
1,4 km², dos quais 1,4 km² cobertos por terra e 0,0 km² cobertos por água.

## Localidades na vizinhança
O diagrama seguinte representa as localidades num raio de 40 km ao redor de Flagler.